# علی کمارجی
علی کمارجی (۲۰ مرداد ۱۳۶۴ شهرکرد) ترانه‌سرا و نویسنده ایرانی است. آثاری ازجمله نوار، چریک، کافه رؤیا، ارتش تک نفره، میعادگاه از نوشته‌های اوست.

## زندگی‌نامه
خانوادهٔ علی کمارجی از آوارگان جنگ ایران و عراق بودند به همین علت در شهرکرد متولد شد. در ادامه نیز زندگی در شهرهای شیراز، اصفهان و فرخ شهر را تجربه کرد. در سال ۱۳۷۱ به آبادان بازگشت و کار سرایش ترانه را از سال ۱۳۸۰ در آبادان آغاز کرد. او که از بنیان‌گذاران خانه ترانه آبادان و نخستین ترانه‌سرای آبادانی است در سال ۱۳۹۳ از آن مجموعه جدا شد.
از علی کمارجی در مقام نویسنده دو کتاب در زمینه نقد و تئوری پردازی در عرصه ترانه پارسی منتشر شده‌است. او در اردیبهشت سال ۱۳۹۴ نخستین کتاب خود را با عنوان «هنر ترانه‌سرایی» توسط نشر مایا منتشر کرد. در سال ۱۳۹۵ با پیشنهاد مسولان نیماژ، کتاب بعدی خود را با نام «بنیاد ترانه: کتاب جامع ترانه‌سرایی» منتشر کرد که برای این اثر موفق به دریافت لوح تقدیر دوسالانهٔ کتاب در سیزدهمین جشنواره خانه موسیقی ایران شد.

### زندگی حرفه‌ای
نخستین ترانه‌ای که از آثار علی کمارجی اجرا شد ترانهٔ «میعادگاه» با صدای «رضا یزدانی» و «حامد بهداد» است. این اثر نخستین ترانهٔ آلبوم «ساعت ۲۵ شب» بود. وی در ادامه با تعدادی از فعالان عرصه موسیقی از جمله «کارن همایونفر»، «محمد رضا رهنما»، «اشکان دباغ»، «بهروز پایگان»، «میلاد فرهودی» همکاری کرد.
در شانزدهمین جشن دنیای تصویر ترانهٔ «چریک» از ساخته‌های او توسط «کوروش تهامی» و «رضا یزدانی» اجرا شد. در نخستین دوره جایزه ققنوس کلیپ ترانهٔ «کافه رؤیا» با پویانمایی ای از «فاطیما یثربی» و خوانندگی «رضا یزدانی» موفق به دریافت دو جایزه شد.
در زمینهٔ نغمه پردازی تا کنون پنج ملودی در آلبوم اشکهام با صدای «stella" و یک ملودی با صدای «مهیار محمد علی» از آثار او منتشر شده‌است. مغرور با ترانه و ملودی علی کمارجی

## جوایز هنری
- لوح تقدیر همایش ترانه سرایان خوزستان برای ترانهٔ «تحت پیگرد» - ۱۳۹۲[۱۷]
- تندیس و لوح جشنواره استانی پیر پایداری برای ترانهٔ «یه قهرمان» - ۱۳۹۲[۱۸]
- تندیس و لوح جشنواره ترانه سرایان خوزستان برای ترانهٔ «ترانه حال من» - ۱۳۹۲ [نیازمند منبع]
- جایزه ققنوس برای کلیپ انیمیشن کافه رؤیا با صدای رضا یزدانی و کلیپی از فاطیما یثربی ۱۳۹۳[۱۴]
- لوح سپاس نخستین همایش بین‌المللی شعر خرداد در آبادان ۱۳۹۴[۱۹]
- لوح سپاس سیزدهمین جشنواره خانه موسیقی ایران برای کتاب بنیاد ترانه ۱۳۹۵[۹]

## کتاب‌ها
- هنر ترانه‌سرایی - نشر مایا ۱۳۹۴[۲۰]
- بنیاد ترانه: کتاب جامع ترانه‌سرایی - نشر نیماژ ۱۳۹۵[۲۱]
- سنگین تر از بهشت ۱۳۹۷ - ایزدقلم[۲۲]
- کتاب سال ترانه سرایان ایران ۱۳۹۷ - ایزدقلم[۲۳]
- کافه رؤیا ۱۳۹۷ - ایزدقلم[۲۴]
- چریک ۱۳۹۸ - ایزدقلم[۲۵]
- ترانه‌های ایران: کتاب سال ترانه سرایان ایران ۱۳۹۸ - ایزدقلم[۲۶]

## ملودی‌ها
| نام ترانه       | خواننده       | ملودی و ترانه | تنظیم‌کننده     | میکس و مسترینگ | آلبوم   | سال انتشار |
| --------------- | ------------- | ------------- | -------------- | -------------- | ------- | ---------- |
| خداوندا         | Stella        | علی کمارجی    | ایمان تیموریان | ایمان تیموریان | اشک هام | ۱۳۹۴       |
| به تو فکر می‌کنم | Stella        | علی کمارجی    | بهادر بهداد    | ایمان تیموریان | اشک هام | ۱۳۹۴       |
| مهم نیست        | Stella        | علی کمارجی    | حمید فراهانی   | حسین موسوی     | اشک هام | ۱۳۹۴       |
| ولنتاین         | Stella        | علی کمارجی    | علی کمارجی     | حسین موسوی     | اشک هام | ۱۳۹۴       |
| نوروز           | Stella        | علی کمارجی    | علی کمارجی     | احسین موسوی    | اشک هام | ۱۳۹۴       |
| مغرور           | مهیار محمدعلی | علی کمارجی    | حمید امینی     | مهدی میلان     |         | ۱۳۹۵       |

## ترانه‌ها
| نام ترانه          | خواننده                 | آهنگساز        | تنظیم‌کننده        | میکس و مسترینگ      | آلبوم            | سال انتشار |
| ------------------ | ----------------------- | -------------- | ----------------- | ------------------- | ---------------- | ---------- |
| میعادگاه           | رضا یزدانی و حامد بهداد | رضا یزدانی     | بهروز پایگان      | بهروز پایگان        | ساعت ۲۵ شب       | ۱۳۸۹       |
| کافه رؤیا          | رضا یزدانی              | رضا یزدانی     | بهروز پایگان      | بهروز پایگان        | ساعت فراموشی     | ۱۳۹۰       |
| نوار               | رضا یزدانی              | رضا یزدانی     | کارن همایونفر     | میلاد فرهودی        | خاطرات مبهم      | ۱۳۹۱       |
| رمیکس کافه رؤیا    | رضا یزدانی              | رضا یزدانی     | مهرشاد خنج        | مهرشاد خنج          | ساعت فراموشی     | ۱۳۹۱       |
| تنهاترین مرد       | امید مولوی              | امید مولوی     | امید مولوی        | امید مولوی          |                  | ۱۳۹۱       |
| پاییز              | افشین شکری              | افشین شکری     | میلاد فرهودی      | میلاد فرهودی        |                  | ۱۳۹۱       |
| روزای تکراری       | مهیار محمدعلی           | محمد خرمی نژاد | محمد خرمی نژاد    | استودیو کوک         |                  | ۱۳۹۲       |
| پشت چراغ           | مهیار محمدعلی           | محمد خرمی نژاد | محمد خرمی نژاد    | استودیو کوک         |                  | ۱۳۹۲       |
| صدای تو            | مجتبی قاسملو            | نیکلاس ورتیس   | ارژنگ حقانی       | ارژنگ حقانی         |                  | ۱۳۹۲       |
| پایان              | بهنام سرفرازی           | بهنام سرفرازی  | بهنام سرفرازی     | امید محبی           |                  | ۱۳۹۲       |
| تخته سنگ           | میلادآتنا               | علی المعی نژاد | علی المعی نژاد    | علی المعی نژاد      |                  | ۱۳۹۲       |
| انتقام             | مهیار رادمان            | پدرام نیک نفس  | پدرام نیک نفس     | پدرام نیک نفس       |                  | ۱۳۹۲       |
| وطن                | خلیل عسکری              | حمید رضا خجندی | حمید رضا خجندی    | حمید رضا خجندی      | احساس            | ۱۳۹۳       |
| اشتباه             | افشین شکری              | میلاد فرهودی   | محمد رضا رهنما    | میلاد فرهودی        |                  | ۱۳۹۳       |
| به خاطر تو         | بهنام سرفرازی           | بهنام سرفرازی  | امید محبی         | امید محبی           |                  | ۱۳۹۳       |
| مرد بارون          | آرش مؤمنی               | حمید فراهانی   | حمید فراهانی      | حمید فراهانی        |                  | ۱۳۹۳       |
| بازخوانی کافه رؤیا | رضا یزدانی              | رضا یزدانی     | بهروز پایگان      | بهروز پایگان        | نوستالژی (آلبوم) | ۱۳۹۴       |
| ارتش تک نفره       | امین یزدانی             | امین یزدانی    | محمد خرمی نژاد    | محمد خرمی نژاد      |                  | ۱۳۹۴       |
| احساس              | فرید قلندری             | اشکان دباغ     | اشکان دباغ        | اشکان دباغ          |                  | ۱۳۹۴       |
| جاده               | فرید قلندری             | فرید قلندری    | حسین نجفی         | حسین نجفی           |                  | ۱۳۹۴       |
| فرار               | امین کنی                | امین کنی       | رامتین شعبانیان   | رامتین شعبانیان     |                  | ۱۳۹۴       |
| تنها شدم           | فرزاد نوری              | فرزاد نوری     | رامتین شعبانیان   | رامتین شعبانیان     |                  | ۱۳۹۴       |
| سرزمین جاویدان     | کامران عطا              | سیاوش مطلبی    | سیاوش مطلبی       | سیاوش مطلبی         |                  | ۱۳۹۴       |
| اشی مشی            | بهنام سرفرازی           | بهنام سرفرازی  | بهنام سرفرازی     | محمد فلاحی          |                  | ۱۳۹۴       |
| بی آغوش            | امین کنی                | امین کنی       | رامتین شعبانیان   | رامتین شعبانیان     |                  | ۱۳۹۵       |
| ترانهٔ راک          | مهیار رادمان            | پدرام نیک نفس  | پدرام نیک نفس     | پدرام نیک نفس       |                  | ۱۳۹۵       |
| تابستون            | آرینا                   | مهدی میلانی    | مهدی میلانی       | آنلاین میکس         |                  | ۱۳۹۵       |
| تمومش کن           | اشکان بهرامی            | اشکان بهرامی   | اشکان بهرامی      | اشکان بهرامی        |                  | ۱۳۹۵       |
| تله پاتی           | رها آوا                 | اسکپ اسکلپویچ  | هومن رهبری        | فرشاد فرزادپور      |                  | ۱۳۹۶       |
| خوشحالم            | آرینا                   | مهدی میلانی    | مهدی میلانی       | آنلاین میکس         |                  | ۱۳۹۶       |
| وقتی پیش منی       | آرینا                   | مهدی میلانی    | مهدی میلانی       | آنلاین میکس         |                  | ۱۳۹۶       |
| دستای تو کجاست     | رضا یزدانی              | رضا یزدانی     | محمد خرمی نژاد    | استودیو کوک         | درهم             | ۱۳۹۶       |
| قصهٔ ما             | امین یزدانی             | امین یزدانی    | محمد خرمی نژاد    | استودیو کوک         | آرزوهای شعاری    | ۱۳۹۶       |
| کافه پیانو         | امیر ساریخانی           | پیمان ایزدی    | حمید مجدی         | استودیو جم تی‌وی     |                  | ۱۳۹۶       |
| یلدا               | ایمان داوودی            | پیمان ایزدی    | حمید مجدی         | استودیو جم تی‌وی     |                  | ۱۳۹۶       |
| عطر موهات          | امران                   | علیشر تجر      | نصرالله محمد خانف | محمدخانف ازبکستان   |                  | ۱۳۹۶       |
| ماه شب هام         | امران                   | امران          | نوربک             | توردیبف عبدالجبارف  |                  | ۱۳۹۶       |
| زیر بارون          | کامران عطا              | سیاوش مطلبی    | سیاوش مطلبی       | استودیو پانچ        |                  | ۱۳۹۶       |
| نوروز نود و هفت    | آنیتا                   | پیمان ایزدی    | حمید مجدی         | استودیو جم تی‌وی     |                  | ۱۳۹۷       |
| زندگی              | متین عباسی              | متین عباسی     | متین عباسی        | آنلاین میکس         |                  | ۱۳۹۷       |
| پدر                | مهدی شهنازی             | پیمان ایزدی    | حمید مجدی         | استودیو جم تی‌وی     |                  | ۱۳۹۷       |
| وقت دیدار          | آرینا                   | مهدی میلانی    | مهدی میلانی       | آنلاین میکس         |                  | ۱۳۹۷       |
| برگشتی             | الینا                   | میلاد بهشتی    | میلاد بهشتی       | استودیو میلاد بهشتی |                  | ۱۳۹۷       |
| اسطوره             | بردیا فرهمند            | پیمان ایزدی    | حمید مجدی         | استودیو جم تی‌وی     |                  | ۱۳۹۷       |